# Nevaeh (wrestlerka)
Beth Crist z domu Vocke (ur. 29 stycznia 1986 w New Carlisle) – amerykańska wrestlerka, walcząca pod pseudonimem ringowym Nevaeh. W latach 2020–2021 współpracowała z Impact Wrestling, natomiast od 2019 pracuje w Women of Wrestling jako Hazard. W swojej karierze wrestlerskiej, trwającej od 2005, zdobyła, m.in. Guardians of Rise Championship z Jessicką Havok, Shimmer Tag Team Championship z Ashley Lane i WSU Spirit Championship.
W 2013 wyszła za mąż za wrestlera Jake’a Crista, z którym ma dwoje dzieci.

## Mistrzostwa i osiągnięcia
- Clash Wrestling
  - Clash Women’s Championship (1x)[5]
- Heartland Wrestling Association
  - Woman of the Year (2008)[6]
- IWA Mid-South
  - IWA Mid-South Women’s Championship (1x)[5]
- Ohio Championship Wrestling
  - OCW Women’s Championship (1x)[5]
- Pro Wrestling Illustrated
  - PWI umieściło ją na 32. miejscu rankingu wrestlerek PWI Top 50 w 2009[7]
- Rise Wrestling
  - Guardians of Rise Championship (1x) – z Jessicką Havok[5]
  - RISE Year End Awards
    - Tag Team of the Year (2019) – z Jessicką Havok[8]
- Rockstar Pro Wrestling
  - Rockstar Pro American Luchacore Championship (1x)[4]
  - Rockstar Pro Championship (1x)[5]
- Shimmer Women Athletes
  - Shimmer Tag Team Championship (1x) – z Ashley Lane[5]
- Women Superstars Uncensored
  - WSU Spirit Championship (1x)[5]